# Axel Gottlob
Axel Gottlob (* März 1960 in Stuttgart) ist ein deutscher Unternehmer, Trainer und ehemaliger Bodybuilder.

## Leben
Bereits als Kind kam Gottlob intensiv mit dem Bodybuilding in Berührung, da sein Vater Peter Gottlob als einer der ersten in Deutschland ein Studio gegründet hatte. Unter dem Einfluss von Spitzen-Bodybuildern wie Arnold Schwarzenegger und Franco Columbu begann Gottlob selbst mit dem Krafttraining. Als Schüler am Wagenburg-Gymnasium Stuttgart errang Gottlob im Alter von 17 Jahre den Sieg bei den Stuttgarter Meisterschaften, mit 22 Jahren wurde er 1982 Deutscher Meister im Bodybuilding bei den Meisterschaften vom Verband Deutscher Hantelsportler (VDH) in Essen. Auf seine Wettkämpfe hatte er sich beim gemeinsamen Training mit Schwarzenegger in Kalifornien vorbereitet.
Im selben Jahr gründete sein Vater das Unternehmen Galaxy Sport, das Trainingsgeräte für das Bodybuilding und später auch für Fitness und Rehabilitation entwarf und vertrieb. Bei der Gerätekonstruktion kamen Gottlob seine im Studium gewonnenen Kenntnisse zugute: Er studierte ab 1980 Physik und Maschinenbau an der Universität Stuttgart und beendete das Studium im Jahr 1990 als Diplom-Ingenieur (Maschinenbau). In Deutschland wurde Galaxy Sport im Jahr 1989 Marktführer. Gottlob arbeitete im Unternehmen mit, zuletzt als Geschäftsführer. Im Jahr 1992 verkauften die Gottlobs das Unternehmen.
Im Jahr 2002 promovierte Gottlob in Sportwissenschaft über das Bauchmuskeltraining mit magna cum laude zum Dr. phil. an der Universität Heidelberg. Grundlage dafür war sein im Jahr zuvor publiziertes Lehrbuch Differenziertes Krafttraining mit Schwerpunkt Wirbelsäule.
Gottlob lehrte an der Ruprecht-Karls-Universität Heidelberg, an der Universität Stuttgart und an der Bundessportakademie in Österreich.

## Werke
- Entwicklung differenzierter Krafttrainings-Richtlinien nach biomechanischen, neuromuskulären und trainingsmethodischen Gesichtspunkten und deren spezifische Umsetzung für das Bauchmuskeltraining, Dissertation, Universität Heidelberg, 2002
- Differenziertes Krafttraining mit Schwerpunkt Wirbelsäule, Elsevier, München, 4. komplett überarbeitete Auflage 2013. ISBN 978-3-437-47053-0